# Achvachskij rajon
L'Achvachskij rajon (in russo Ахвахский район?) è un distretto municipale del Daghestan, situato nel Caucaso.